# Jeřáb kápový
Jeřáb kápový či jeřáb bělohlavý (Grus monacha) je menší druh jeřába, který hnízdí v kontinentálních oblastech východní Asie a migruje hlavně do Japonska, částečně i Číny a Jižní Koreje.

## Systematika

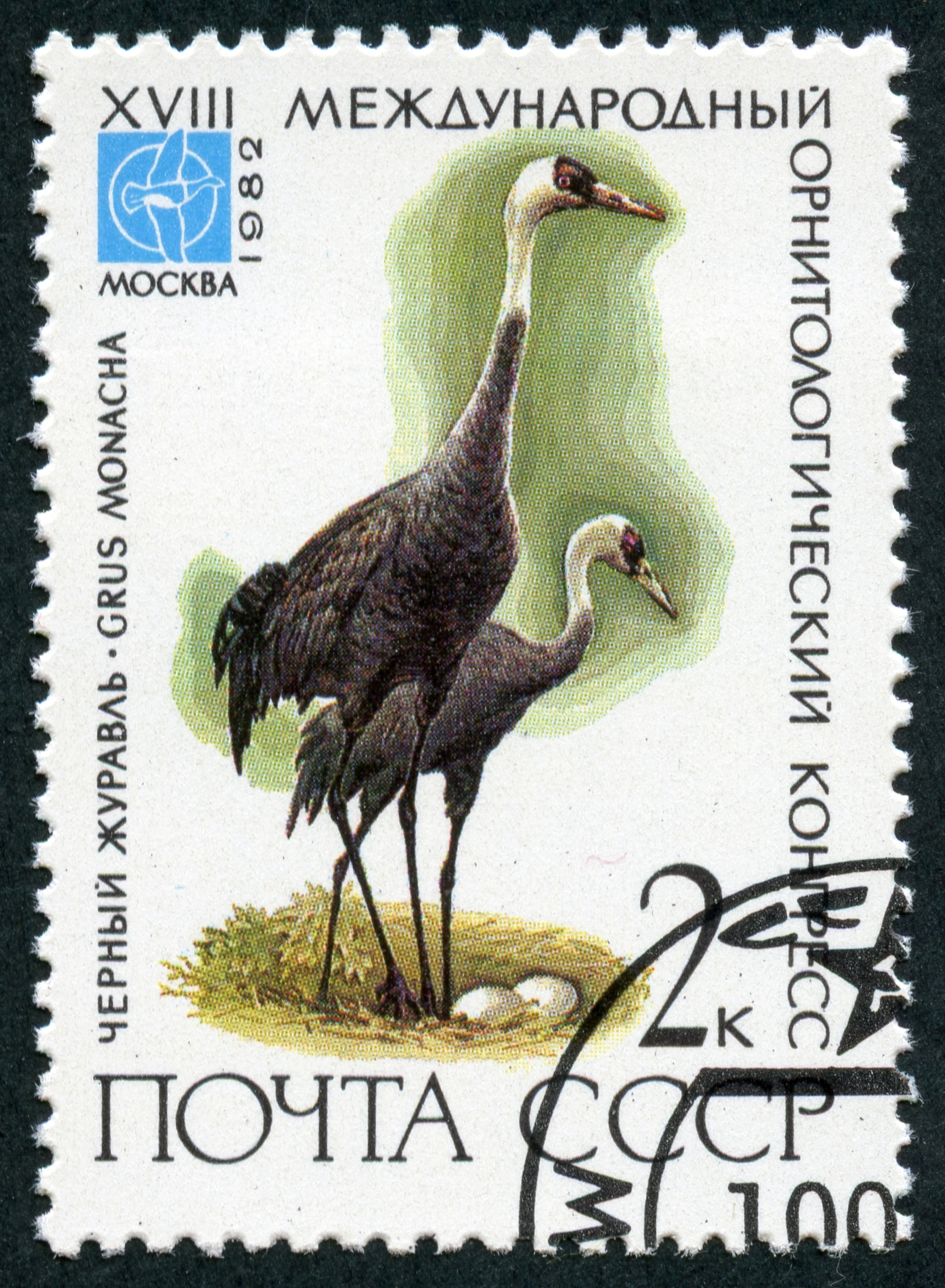
Pár jeřábů kápových na sovětské poštovní známce

Druh popsal holandský zoolog Coenraad Jacob Temminck. Netvoří žádné poddruhy. Druhové jméno monacha pochází z latinského monachus („mnich“).

## Rozšíření a populace
Jeřáb kápový hnízdí na jihovýchodní a středojižní ruské Sibiři, v čínském Chej-lung-ťiangu a v Mongolsku. Na zimu jeřábi táhnou převážně do Japonska, menší část i do Číny a Jižní Koreje. Kolem 80 % populace zimuje u japonského Izumi v prefektuře Kagošima. Zatoulaní jedinci se dostali i do Kazachstánu a na Taiwan. V roce 2020 bylo 7 jeřábů kápových zaznamenáno na Filipínách.
Celková populace se v roce 2006 odhadovala na cca 11 500 jedinců. Habitat hnízdišť jeřábů kápových tvoří rozlehlé mechové plochy bažinaté tajgy, močálovitá jezera i rašeliniště vyšších poloh. V době tahu a na zimovištích vyhledává mokřady a travnaté plochy včetně polí.

## Popis
Jeřáb kápový patří k menším druhům jeřábů, nicméně stále se jedná o statného ptáka s výškou 91–100 cm a rozpětím křídel kolem 160–180 cm. Samec váží kolem 3,3–4,9 kg, samice kolem 3,4–3,7 kg. Většina opeření je tmavě šedočerná. Hlava a krk jsou bílé. Tváře a uzdičky jsou černé, čelo sytě červené. Zobák je zelenavě rohový, oči jsou rudé, dlouhé nohy jsou šedočerné. Nedospělí jedinci mají většinu těla tmavě hnědou, krk a hlavu mají rezavě krémovou bez černých či červených vzorů v přední části hlavy jako u dospělců.

## Biologie

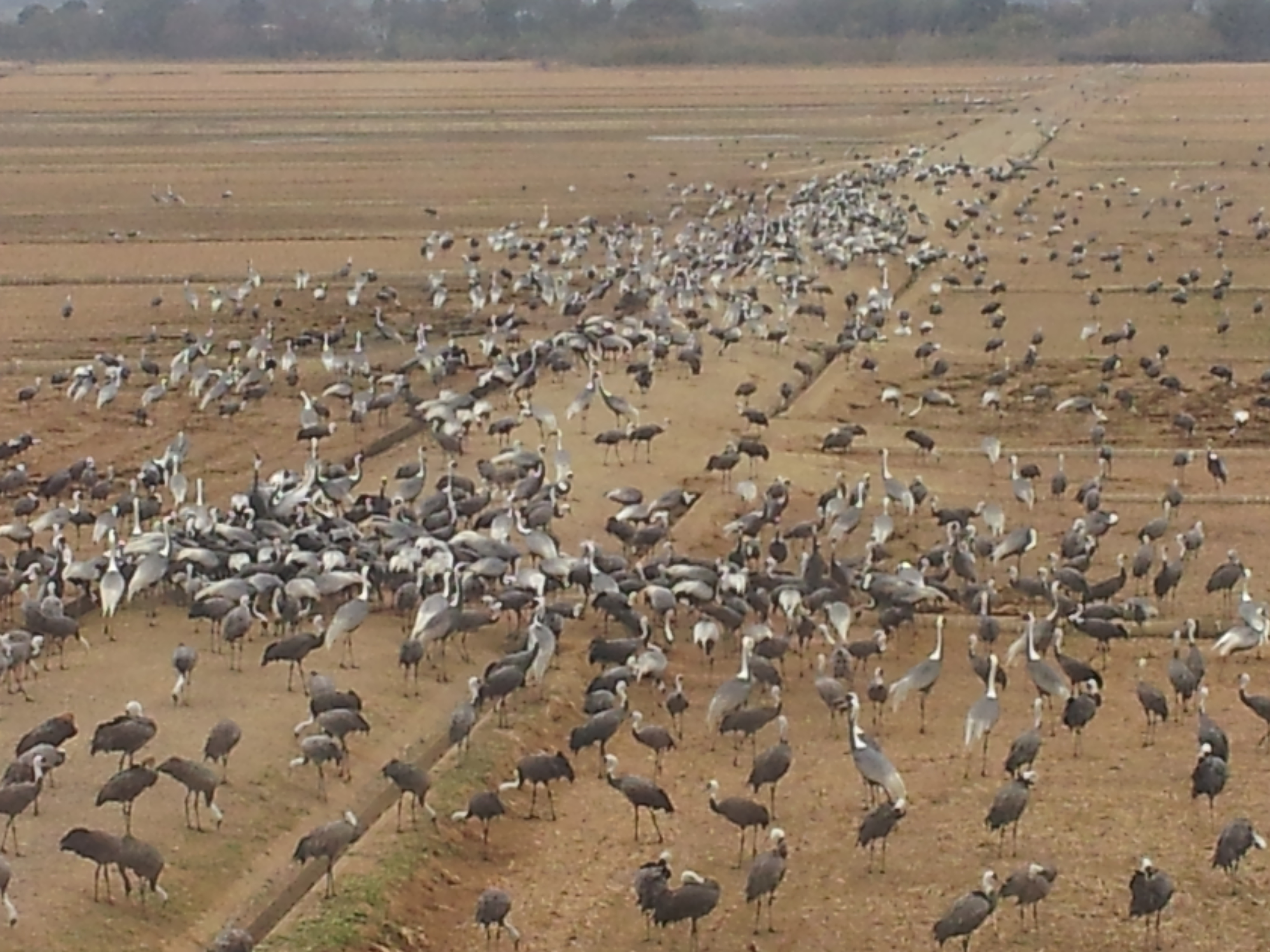
Extrémní houfování jeřábů v japonském Izumi

Na hnízdištích se živí hlavně vodními rostlinami, avšak sežere i bobule, larvy komárů, žáby či pamlokovité. Na zimovištích se živí pouze rostlinnou stravou, zejména šlechtěnými obilninami jako jsou rýže, pšenice a ječmen. Jedná se o extrémně společenské ptáky. Členové rodiny se sdružují do hejn, která spolu zůstávají po celou zimu. Hejna mohou být i poměrně početná a jedinci se v rámci hejn pohybují těsně u sebe. Hlasově se projevuje hlasitým krrrrrk, klíír k d d dúúnar či kúrurun. Nedospělí jedinci používají pro udržování kontaktu s ostatními členy rodiny vysoko položené ríh nebo paí paí.
Pohlavní dospělosti jeřábi dosahují nejdříve kolem 3. roku života. Podobně jako ostatní jeřábovití, i jeřábi kápovití předvádí během námluv své propracované zásnubní tance. Ke snášení vajec patrně dochází nejčastěji na přelomu dubna a května. Snůšku tvoří typicky 2 vejce o rozměrech 93×54 mm. Ptáčata se patrně klubou většinou počátkem června. Ve věku 3 dnů se dokáží pohybovat po blízkém okolí hnízda (do 20 m) a do 5. dne se odváží i mnohem dále (do 250 m). K prvním letům dochází patrně kolem věku 75 dní, načež dochází k migraci jeřábů na zimoviště (cca polovina srpna až konec září).

## Ohrožení
Mezinárodní svaz ochrany přírody považuje jeřába kápového za zranitelný druh. Hlavní ohrožení jeřábů představuje rapidní úbytek a degradace mokřadních habitatů v Číně a Jižní Koreji, kde dochází k intenzivním vysoušení mokřadních ploch za účelem získání půdy pro průmysl, zemědělství, infrastrukturu, akvakulturu a další stavby. Silné ohrožení představuje i přikrmování jeřábů v Izumi, kde dochází k houfování velkého množství jeřábů na extrémně nízkých plochách. Místní farmáří zde chovají drůbež, což s sebou nese riziko přenosu ptačích nemocí, která by se mohla rychle rozšířit napříč místní jeřábí populací. Genetická diverzita populace je jen nízká, což naznačuje nesnadnou adaptovatelnost jeřábů na změny environmentálních podmínek. Na hnízdištích jeřáby vyrušují lovci vrubozobých ptáků a patrně i sporadický lov.